# فيكتوريا بيدريتي
فيكتوريا بيدريتي (بالإنجليزية: Victoria Pedretti)‏ هي ممثلة أمريكية ولدت في 23 مارس 1995. ابرز اعمالها مسلسل أنت.

## الأعمال

### أفلام
- حدث ذات مرة في هوليوود (2019)
- شيرلي (2020)

### مسلسلات
- مطاردة بيت التلة (2018)
- أنت (2019–2023)
- قصص مذهلة (2020)
- منزل بلي مانور المسكون (2020)

## وصلات خارجية
- فيكتوريا بيدريتي على موقع IMDb (الإنجليزية)
- فيكتوريا بيدريتي على موقع روتن توميتوز (الإنجليزية)
- فيكتوريا بيدريتي على موقع ألو سيني (الفرنسية)
- فيكتوريا بيدريتي على موقع أول موفي (الإنجليزية)
- فيكتوريا بيدريتي على موقع قاعدة بيانات الفيلم (الإنجليزية)